# Информационное бюро (Венгрия)
Информационное бюро (венг. Információs Hivatal, IH) — спецслужба Венгрии, ведущая деятельность в сфере внешней разведки. Бюро было образовано 1 марта 1990 года, после революции и образования Венгерской республики. Наряду с другими спецслужбами современной Венгрии, внешняя разведка изначально была поставлена под сильный гражданский контроль. Законы о национальной безопасности, которые предусматривают строгий гражданский контроль за деятельностью спецслужб Венгрии, были приняты в 1995 году.

## История
17-20 февраля 1993 года Венгрию посетил директор Службы внешней разведки РФ Евгений Примаков. По итогам его визита было отмечено, что «это первый шаг в преодолении четырёхлетней паузы в отношениях между спецслужбами России и Венгрии, наступившей по инициативе венгерской стороны». По словам пресс-секретаря, «сотрудничество спецслужб Венгрии и России может быть лишь равноправным и взаимовыгодным и не будет основано на идеологической основе, что наблюдалось раньше».
В декабре 2001 года Будапешт посетил руководитель «Моссад» Эфраим Галеви, который провёл переговоры со всеми руководителями спецслужб Венгрии — Управления защиты конституции, «гражданской» и военной разведки. Официально было объявлено, что целью его визита стал обмен информацией в связи с террористическими акциями в США и терактами в Израиле.
После прихода к власти в 2010 году нынешний венгерский премьер Виктор Орбан стал сразу же решительно перестраивать венгерские спецслужбы. Так, в частности, Информационное бюро перешло в подчинение к министру иностранных дел. 1 сентября 2012 Информационное бюро подчинено непосредственно премьер-министру, государственный министр при премьер-министре Янош Лазар был назначен куратором этой спецслужбы. Руководителем Информационного бюро в сентябре 2012 стал бывший военный атташе Венгрии в Вашингтоне Иштван Пастор.

## Функции
- получение и анализ данных о зарубежных странах или организациях, которые могут быть использованы для обеспечения безопасности нации;
- выявление угроз для суверенитета Венгрии, политическим, экономическим или другим существенным интересам страны со стороны иностранных разведок;
- сбор информации о международной организованной преступности, террористических организациях, незаконной торговле наркотиками и оружием, оружием массового поражения и его компонентами, а также материалов и оборудования для их производства;
- изучение действий других стран и организаций, ставящих под угрозу экономику страны;
- выявлению и предотвращение незаконного международного оборота товаров и технологий военного и двойного назначения;
- обеспечение безопасности объектов и мероприятий с участием представителей венгерских властей в зарубежных странах;
- руководство и координация в общенациональном масштабе деятельности в сфере криптографии;
- радиоэлектронная разведка.

## Бюджет и численность
Данные о бюджете и численности организации, раскрытые в соответствии с законодательством Венгрии:
|                             | 2006 | 2007 | 2008 | 2009   | 2010   | 2011   | 2012   |
| --------------------------- | ---- | ---- | ---- | ------ | ------ | ------ | ------ |
| Бюджет (миллионов форинтов) | 8091 | 8226 | 9081 | 7568,6 | 6657,8 | 8248,1 | 7670,7 |
| Штатная численность         | 728  | 728  | 728  | ?      | ?      | ?      | ?      |

## Руководители
- 1990 — полковник Иштван Дерце
- 1990—1996 — генерал-майор Кальман Кочиш
- 1996—1998 — генерал-майор Йозеф Сас
- 1998—2002 — генерал-майор Тибор Петё[7]
- 2002—2004 — генерал-майор Йозеф Цукор[8][9]
- 2004—2007 — генерал-лейтенант Иштван Жохар
- 2007—2010 — генерал-лейтенант Жолт Хетеши[10][11]
- 2010,16 августа — 2012, 13 сентября — генерал-лейтенант Тибор Петё[12]
- 2012, 14 сентября — настоящее время — бригадный генерал Иштван Пастор[13] .